# Cordylomera geniculata
Cordylomera geniculata là một loài bọ cánh cứng trong họ Cerambycidae.